# 3-й Одесский международный кинофестиваль
Третий Одесский международный кинофестиваль (укр. Одеський міжнародний кінофестиваль) состоялся в Одессе (Украина) с 13 по 21 июля 2012 года.
Фестиваль претерпел много коренных изменений. Главная фестивальная площадка, на которой проходили все основные показы и пресс-конференции, переместилась в новое помещение — Фестивальный Дворец: 1260-местный зал Одесского театра музыкальной комедии. Фестиваль также отошёл от прежней концепции формирования конкурсной программы: фильмы с особым чувством юмора. Теперь дирекция фестиваля начала позиционировать Одесский кинофестиваль как фестиваль арт-мейнстрима: кино высокого художественного уровня, рассчитанное на широкую зрительскую аудиторию.
Конкурсная программа также претерпела изменения и стала состоятт из двух отдельных разделов: Международная программа полнометражных фильмов и Украинская национальная конкурсная программа. Соответственно, на фестивале стало работать два параллельных жюри: жюри международного конкурса и жюри национального конкурса.
Также впервые фильмы оценивало и Жюри международной федерации кинопрессы FIPRESCI.
Главное нововведение 3-го Одесского кинофестиваля: главный фестивальный приз — Гран-при «Золотой Дюк» отныне стал вручаться по итогам зрительского голосования:
На фестивале было показано 85 фильмов из 40 стран, количество зрителей, посетивших фестивальные просмотры составило около 100 тысяч. На третьем Одесском кинофестивале было аккредитовано около 4500 гостей и 700 представителей СМИ, а аудитория телетрансляций Церемоний открытия и закрытия составила более 3 млн человек.
В основной конкурсной программе было представлено 12 полнометражных фильмов, в Украинскую национальную конкурсную программу вошло 19 полнометражных и короткометражных работ.
Жюри международной конкурсной программы возглавил известный российский кинокритик и киновед Андрей Плахов.
Гостями фестиваля стали актрисы Клаудиа Кардинале, Джеральдина Чаплин и Дэрил Ханна, кинорежиссёры Питер Гринуэй и Кристоф Барратье, голливудский актёр Майкл Мэдсен, американский кинорежиссёр и сценарист Тодд Солондз, немецкий актёр Александр Феллинг, ирландский актёр Киллиан Мерфи, который представил конкурсный фильм «Сломленные» и посетил премьеру на Украине фильма «Красные огни», в котором сыграл одну из ролей. Также на фестивале побывала российская актриса Светлана Немоляева, актёры Алексей Горбунов, Данила Козловский и другие.
По традиции, церемония открытия и закрытия с неизменной «красной дорожкой» проходили в Одесском театре оперы и балета. Фильмом открытия стал итальянский фильм Маттео Гарроне «Реальность» — обладатель Гран-при Каннского кинофестиваля-2012. На церемонии открытия награду за вклад в развитие киноискусства получила почётная гостья фестиваля, итальянская актриса Клаудиа Кардинале. На закрытии был показан новый фильм Кена Лоуча «Доля ангелов», который представляли исполнители главных ролей — актёры Пол Бранниган, Джасмин Риггинс и Гэри Майтланд.
Фестивальные показы проходили на трёх площадках: в Фестивальном Дворце, в Фестивальном Центре в кинотеатре «Родина» и в кинозале «U-cinema» на Одесской киностудии.
Традиционная для Одесского кинофестиваля «Летняя киношкола» также поменяла дислокацию и переместилась из зала «U-cinema» на Одесской киностудии в более вместительный 500-местный зал Фестивального центра в кинотеатре «Родина». В этом году серию мастер-классов для слушателей киношколы провели кинорежиссёры Питер Гринуэй, Тодд Солондз, Сергей Лозница, актрисы Джеральдина Чаплин, Светлана Немоляева, актёры Майкл Мэдсен, Александр Феллинг, Алексей Горбунов, кинокритик Андрей Плахов и другие. Во время мастер-класса Алексей Горбунов представил фильм «Человек, у которого было», снятый к его юбилею актера Даниилом Белых и Григорием Калининым «Человек, у которого было».
Впервые на фестивале была организована «Школа кинокритиков» — серия мастер-классов для прошедших предварительный отбор молодых кинокритиков.
В рамках фестиваля продолжает развиваться обширная программа «профессиональной секции» для режиссёров, актеров, продюсеров, топ-менеджеров кинопроизводственных и кино-дистрибьюторских структур. В дни фестиваля в кинозале «U-cinema» в рамках профессиональной секции состоялась серия презентаций, круглых столов и дискуссий, направленных на расширение международного профессионального сотрудничества среди гостей фестиваля, работающих в киноиндустрии. В частности: WORK-IN-PROGRESS: презентация украинских фильмов или ко-продукции с Украиной, находящихся в съёмочном периоде или на стадии пост-продакшена и питчинг проектов: конкурс украинских проектов полнометражных фильмов на соискание денежного приза в размере 25 000 грн.
Кинотеатр «Синема Сити» снова стал местом проведения кинорынка для общения дистрибьюторов, представителей кинотеатров, киностудий и компаний, предоставляющих услуги для киноиндустрии. Во время кинорынка состоялись презентации всех крупных дистрибьюторов Украины
Главный приз фестиваля — статуэтку «Золотой Дюк», на основе результатов зрительского голосования получил фильм «Сломленные» режиссёра Руфуса Норриса.

## Жюри
Главное международное жюри Одесского кинофестиваля
- Андрей Плахов — глава жюри, почётный президент Международной ассоциации кинопрессы, кинокритик, Россия
- Александр Феллинг — актёр, Германия
- Михаль Боганим — режиссёр, Франция
- Андрей Халпахчи — генеральный директор МКФ «Молодость», Украина
- Олиас Барко — режиссёр, сценарист, продюсер, Франция

Жюри украинского национального конкурса:
- Любомир Госейко — историк кино, Франция
- Лоран Даниелу — продюсер, исполнительный директор Rezo Films International, Франция
- Кирстен Нихуус — исполнительный директор по вопросам финансирования кинопроизводства фонда Medienboard, Германия
- Андрей Дончик — режиссёр, Украина

Жюри Международной федерации кинопрессы (FIPRESCI):
- Андрей Алфёров — кинокритик, телеведущий (Украина)
- Майк Наафс — журналист, кинокритик (Нидерланды)
- Нандо Сальва — журналист, кинокритик (Испания)

Жюри международной федерации киноклубов:
- Кристианна Леларж Альперен — член правления LuganoCinema93, киноклуба Кантона Тичино (Швейцария)
- Валерий Циферов — председатель Федерации киноклубов Украины
- Абдус Селим — президент Бангладешской Федерации киноклубов

## Конкурсная Программа

### Международная конкурсная программа
В международную конкурсную программу 3-го Одесского кинофестиваля-2012 было отобрано 12 фильмов:
- «В тумане», режиссёр Сергей Лозница ( Германия,  Россия,  Латвия,  Нидерланды,  Беларусь)
- «Все в нашей семье» (Toata lumea din familia noastra), режиссёр Раду Жуде ( Румыния,  Нидерланды)
- «Голливудский мусор» (англ. Garbage), режиссёр Фил Волкен ( США)
- «Дева танцует до смерти» (A halálba táncoltatott leán), режиссёр Эндре Хулс ( Венгрия,  Канада,  Словения)
- «Кукольный дом» (англ. Dollhouse), режиссёр Кирстен Шеридан ( Ирландия)
- «Обычное дело» (укр. Звичайна справа), режиссёр Валентин Васянович ( Украина)
- «Парад» (Parada), режиссёр Срджан Драгоевич ( Словения,  Северная Македония,  Хорватия,  Сербия,  Черногория)
- «Песочный человек» (Der Sandmann), режиссёр Петер Луизи ( Швейцария)
- «Последняя искра жизни» (La chispa de la vida), режиссёр Алекс де ла Иглесиа ( Испания,  Франция)
- «Последняя сказка Риты», режиссёр Рената Литвинова ( Россия)
- «Большая вечеринка» (фр. Le grand soir), режиссёры Бенуа Делепин, Гюстав де Керверн ( Франция)
- «Сломленные» (англ. Broken), режиссёр Руфус Норрис ( Великобритания)

### Украинская национальная конкурсная программа
В Украинскую национальную конкурсную программу, которая впервые появилась на фестивале, вошли 19 полнометражных и короткометражных фильмов украинского производства:
- «Ангел смерти» (укр. Янгол смерті), режиссёр Владимир Тихий
- «Апартаменты», режиссёр Александр Шапиро
- «Без ГМО», режиссёр Лариса Артюгина
- «Борода», режиссёр Дмитрий Сухолиткий-Собчук
- «Визит» (укр. Візіт), режиссёр Лиза Смит
- «Время жизни объекта в кадре» (укр. Час життя об'экта в кадрі), режиссёр Александр Балагура
- «Гамбург», режиссёр Владимир Тихий
- «Гамер» («Gaamer»), режиссёр Олег Сенцов
- «День независимости», режиссёр Антонина Ноябрёва
- «Жёлтый цветок для месье Бурийона» (укр. Жовта квітка для месьє Бурійона), режиссёр Лариса Артюгина
- «Красивая женщина» (укр. Красива жінка), режиссёр Алёна Алымова
- «Обычное дело» (укр. Звичайна справа), режиссёр Валентин Васянович
- «Пирог» (укр. Пиріг), режиссёр Юрий Ковалёв
- «Ревность», режиссёр Алан Бадоев
- «Странные люди» (укр. Дивні люди), режиссёр Крис Вудс
- «Тайная свобода» (укр. Таємна свобода), режиссёр Сергей Лысенко
- «Тот, кто прошёл сквозь огонь» (укр. ТойХтоПройшовКрізьВогонь), режиссёр Михаил Ильенко
- «Украина. Точка отсчёта» (укр. Україна. Точка відліку), режиссёр Сергей Буковский
- «Чемпионы из подворотни», режиссёр Ахтем Сейтаблаев

## Внеконкурсная программа
Внеконкурсная часть состояла из программ «Гала-премьеры» и «Фестиваль Фестивалей» — последних хитов мировых кинофестивалей, программы украинского кино начала 90-х «Потерянный мир», и уже традиционных для Одесского кинофестиваля программ «Французская панорама» и «Новое российское кино». Впервые на территории постсоветского пространства Одесский кинофестиваль провёл ретроспективу фильмов Тодда Солондза.

### Гала-премьеры
Первые показы на Украине и странах постсоветского пространства последних мировых хитов — неотъемлемая часть Одесского кинофестиваля. В этом году на фестивале состоялись следующие гала-премьеры:
- «Гавана, я люблю тебя» (7 días en La Habana), режиссёры Бенисио дель Торо, Пабло Траперо, Элия Сулейман, Хулио Медем, Гаспар Ноэ, Хуан Карлос Табио, Лоран Канте (Франция, Испания)
- «Королевство полной луны» (англ. Moonrise kingdom), режиссёр Уэс Андерсон (США)
- «Красные огни» (англ. Red lights), режиссёр Родриго Кортес (Испания, США)
- «Рай. Любовь» (Paradies: liebe), режиссёр Ульрих Зайдль (Австрия, Германия, Франция)
- «Римские приключения» (англ. To Rome with love), режиссёр Вуди Аллен (США, Италия, Испания)
- «Тёмная лошадка» (англ. Dark horse), режиссёр Тодд Солондз (США)

### Фестиваль фестивалей
В программе Одесского кинофестиваля состоялись всеукраинские премьеры фильмов-призеров международных фестивалей:
- «Звери дикого Юга» (англ. Beasts of the Southern Wild), режиссёр Бен Зайтлин (США)
- «И куда мы теперь?» (Et maintenant on va où?), режиссёр Надин Лабаки (Франция, Ливан, Египет, Италия)
- «Клип» (англ. Klip), режиссёр Майя Милош (Сербия)
- «Королевский роман» (En kongelig affære), режиссёр Николай Арсель (Дания, Чехия, Швеция)
- «Любовь», режиссёр Михаэль Ханеке (Франция, Германия, Австрия)
- «Робот и Фрэнк» (Robot and Frank), режиссёр Джейк Шрейер (США)
- «Цезарь должен умереть», режиссёр Паоло и Витторио Тавиани (Италия)

## Специальные события
По уже установившейся традиции, одним из самых масштабных событий фестиваля стал киноконцерт под открытым небом на Потемкинской лестнице. 14 июля на ступенях знаменитой одесской лестницы симфонический оркестр Одесского национального театра оперы и балета (дирижёр — Игорь Шаврук) сопровождал показ фильма Чарли Чаплина «Огни большого города», который зрителям представляла его дочь — актриса Джеральдина Чаплин вместе с внуком великого актера — Чарли Систоварисом.
На другой открытой площадке фестиваля, — Ланжероновском спуске, — 20 июля состоялся ещё один open air: показ немого фильма «Земля» Александра Довженко 1930 года в живом сопровождении арт-визитки Украины, «этно-хаос бэнд», группы «ДахаБраха», которая представила свой этнический саундтрек, специально созданный для этого классического фильма Довженко.

## Победители фестиваля
Церемония награждения победителей 3-го Одесского международного кинофестиваля состоялась 21 июля 2012 в Одесском театре оперы и балета.
Международная конкурсная программа:
- Гран-при фестиваля — «Сломленные» (англ. Broken), реж. Руфус Норрис ( Великобритания)
- Главный приз фестиваля за лучший фильм — «В тумане», реж. Сергей Лозница, ( Германия,  Россия,  Латвия,  Нидерланды,  Беларусь)
- Приз за лучшую режиссуру — Бенуа Делепин и Гюстав де Керверн, «Большая вечеринка» (фр. Le grand soir), ( Франция)
- Лучшая актёрская работа — актёрский состав фильма «Кукольный дом» (англ. Dollhouse), реж. Кирстен Шеридан ( Ирландия)
- Специальная награда жюри — «Обычное дело» (укр. Звичайна справа), реж. Валентин Васянович ( Украина), и «Все в нашей семье» (Toata lumea din familia noastra), реж. Раду Жуде ( Румыния,  Нидерланды)

Украинская национальная конкурсная программа:
- Приз «Золотой Дюк» за лучший украинский фильм — «Чемпионы из подворотни», реж. Ахтем Сейтаблаев ( Украина)
- Дипломы жюри: «Гамер», реж. Олег Сенцов ( Украина), «День независимости», реж. Антонина Ноябрева ( Украина), «Красивая женщина», реж. Алёна Алымова ( Украина).

Результаты работы параллельных жюри фестиваля:
- Приз «Дон Кихот» Международной Федерации киноклубов FICC — «Обычное дело» (укр. Звичайна справа), реж. Валентин Васянович ( Украина)
- Специальная награда жюри Международной Федерации киноклубов FICC — «Парад» (Parada), режиссёр Срджан Драгоевич ( Словения,  Северная Македония,  Хорватия,  Сербия,  Черногория)
- Диплом Международной федерации кинопрессы (FIPRESCI) — «Гамер», реж. Олег Сенцов ( Украина)
- Приз Жюри питчинга и денежный приз в размере 25 000 грн. — «Носорог», реж. Олег Сенцов ( Украина)[30].

## Галерея ОМКФ-2012
- Джамала на красной дорожке
- Клаудиа Кардинале
- Майкл Мэдсен
- Питер Гринуэй
- Джеральдина Чаплин
- Показ "Огни большого города" на Потемкинской лестнице
- Данила Козловский
- Кристоф Барратье
- Светлана Немоляева
- Концерт "ДахаБраха" на Ланжероновском спуске
- Алексей Горбунов
- Псой Короленко на одной из вечеринок ОМКФ